# Plagiatsfalle
Eine Plagiatsfalle ist ein an unverfänglicher Stelle in Datenbeständen absichtlich eingebauter, harmloser Fehler, mit dessen Hilfe unerlaubte Kopien aufgespürt werden können.
Plagiatsfallen in Lexika oder Wörterbüchern ermöglichen als schnell auffindbare Übernahmeindikatoren die Überprüfung später erscheinender, konkurrierender Publikationen. Auch fingierte Lexikonartikel können als Plagiatsfallen genutzt werden, doch haben diese primär humoristische Intention (wie zum Beispiel die Steinlaus).
Viele Herausgeber von Telefonbüchern oder Adressregistern setzen frei erfundene Einträge als Plagiatsfallen ein. Da niemand danach sucht, entsteht dem Anwender dadurch kein Schaden. So fügt die Telekom Austria in jedem Vorwahlbereich eine nicht existente Telefonnummer ins Telefonbuch ein. Erscheint diese Telefonnummer auf Telefonbuch-CDs, ist eine direkte Handhabe gegeben, um wegen Urheberrechtsverletzung gegen den Herausgeber der CD vorzugehen. Kontrolladressen erfüllen diesen Zweck in Adressdatenbanken. Listbroker können zur Kontrolle der Nutzungshäufigkeit von verkauften Adressbeständen bestimmte Adressen einfügen, die nicht der eingekauften Zielgruppe entsprechen und deren Eingangspost kontrolliert wird.
In kartografischen Werken und Geodaten werden als Plagiatsfallen fiktive kleine Straßen („Trap Streets“) oder Orte eingebunden.
In digitalen Bildern können digitale Wasserzeichen dabei helfen, eine unerlaubte Verbreitung oder Veränderung eines Bildes nachzuweisen.
Eine Kanarienvogelfalle (aus dem Englischen und Spionagejargon, dort „canary trap“ genannt) wird gelegt, indem jede „Kopie“ eines Schriftstücks oder einer E-Mail individuelle kleine Abweichungen aufweist – entweder im Text oder bei Schriftstücken fiktive Patzer einer Füllfeder oder sonstige Scan-Artefakte (die beim Kopieren mit einer darübergelegten Folie erzeugt werden). Gibt eine „undichte Stelle“ im Unternehmen Kopien ihres Exemplars weiter, kann der Besitzer der Erstkopie eruiert werden. Auf ähnliche Weise geht der Charakter Tyrion Lannister in einer Folge der Serie Game of Thrones vor, indem er dieselbe Information mit jeweils unterschiedlichen Details an Personen gibt, die er verdächtigt, Geheimnisse auszuplaudern. Anhand der Details der letztlich öffentlich werdenden Information kann Tyrion schließlich die undichte Stelle sicher identifizieren.